# Кетура Сан
Кетура Сан (ивр. קטורה סאן‎) — первая коммерческая солнечная электростанция в Израиле . Построенная в начале 2011 года компанией Arava Power Company в кибуце Кетура, она занимает площадь 20 акров (8,09 га) и, как ожидается, будет производить до 4,95 мегаватт. Здесь установлена первая в мире автоматическая система очистки солнечных батарей.

## Характеристики

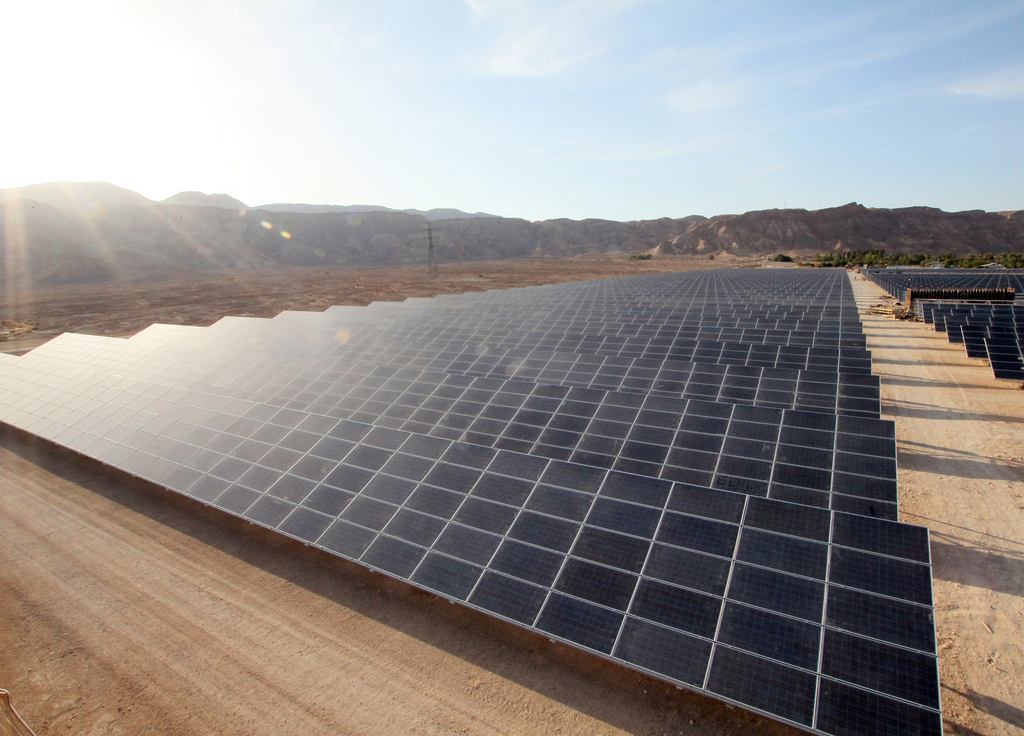
Первое коммерческая солнечная электростанция в Израиле, Кетура Сан

Станция состоит из 18 500 фотоэлектрических панелей производства Suntech, который будет производить около девяти миллионов киловатт-часов электроэнергии в год. В течение следующих двадцати лет электростанция сэкономит около 125 000 метрических тонн углекислого газа.  Станция подключена к национальной энергосистеме Израиля и подает электричество по линии 33 000 вольт в кибуцы в этом районе.
Кетура Сан представляет первую в мире полностью автоматизированную систему очистки солнечных панелей.